# Vencer el miedo
Vencer el miedo è una telenovela messicana prodotta da Rosy Ocampo per Televisa e trasmessa su Las Estrellas dal 20 gennaio al 22 marzo 2020.

## Trama
La telenovela ruota attorno alle storie di quattro donne di età diverse, le cui vite ruoteranno attorno a questioni sociali e familiari come la gravidanza adolescenziale, le molestie sessuali e la violenza di genere.

## Personaggi
- Marcela Durán Bracho, interpretata da Paulina Goto
- Danilo Carrera como Omar Cifuentes, interpretato da Danilo Carrera
- Emmanuel Palomares como Rommel Guajardo, interpretato da Emmanuel Palomares
- Arcelia Ramírez como Inés Bracho de Durán, interpretata da Arcelia Ramírez
- Alberto Estrella como Vicente Durán, interpretato da Alberto Estrella
- Jade Fraser como Cristina Durán Bracho, interpretata da Jade Fraser
- Horacio Cifuentes, interpretato da César Évora